# Mudhif
Un mudhif (en àrab, المضيف; al-muḍīf) és una casa de canyes tradicional feta pel poble Madan als pantans del sud de l'Iraq.
En la manera tradicional de viure dels Madan, les cases es construeixen amb canyes collides dels pantans on viuen. Un mudhif és una gran casa cerimonial, pagada i mantinguda per un xeic local, per a l'ús dels convidats o com a lloc de reunió per a casaments, funerals, etc.

## Descripció
Les estructures dels mudhif han estat un dels tipus tradicionals d'estructures construïdes pels àrabs dels pantans al sud de l'Iraq durant almenys 5.000 anys. A Uruk es va descobrir una elevació tallada d'un mudhif típic, que data de l'any 3.300 aC i ara es troba al Museu Britànic.
Un mudhif és un tipus especial de sarifa; una estructura feta amb canyes que creixen de manera natural als aiguamolls i que el xeic del poble utilitza com a casa d'hostes. Altres tipus d'habitatges de canya, com ara un raba (amb entrades als dos extrems i utilitzat com a habitatge familiar) o un bayt (estrictament un habitatge d'una sola habitació) solen ser més petits que un mudhif i es poden utilitzar per a finalitats residencials i altres usos.
Cada xeic d'un poble tenia un mudhif capaç d'acollir almenys deu persones. El nombre d'arcs utilitzats en un mudhif està dictat per la tribu i el grup familiar. De vegades, el mudhif estava decorat amb feixos addicionals de canyes, disposats en patrons decoratius, col·locats a la façana, per servir com a identificador tribal. L'entrada al mudhif sempre mira a La Meca.

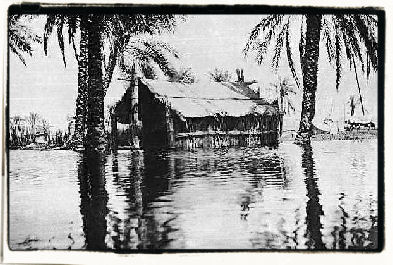
Mudhif, fotografia de Gertrude Bell, 1918 o 1920
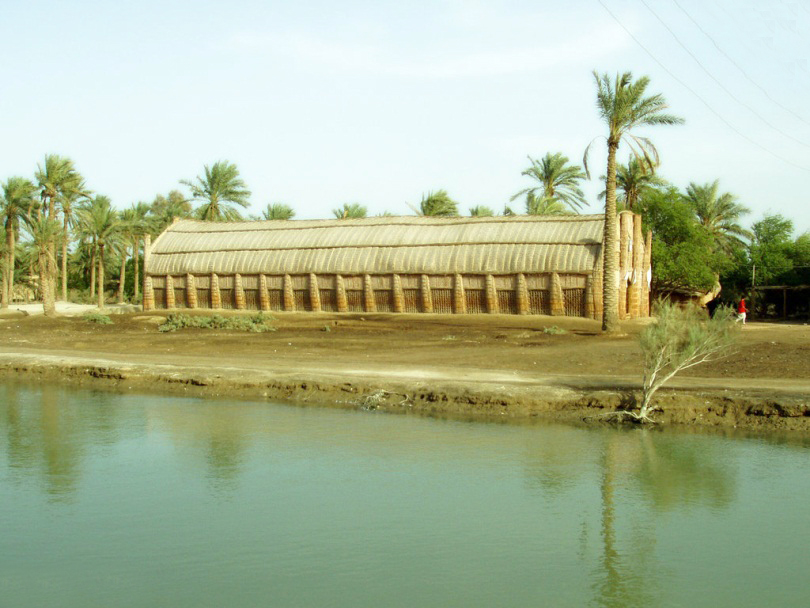
Mudhif a Neserya

L'escriptora i arqueòloga anglesa, Gertrude Bell, va escriure una descripció d'un mudhif en una carta al seu pare:
| « | Després de sopar, el xeic Ibadi al Husain ens va convidar al seu mudhif, la seva casa d'hostes. No pots imaginar un mudhif fins que no l'hagis vist. Està construït amb canyes, estores de canyes repartides sobre feixos de canyes, arquejant-se i reunint-se a la part superior, de manera que el conjunt és un túnel groc perfectament regular i exquisidament construït, de 50 metres de llarg. Al mig hi ha una llar de cafè, amb grans troncs de salze cremant. A banda i banda de la llar, contra les parets de canyes del mudhif, una filera de coixins de brocat on ens asseurem, els àrabs ens flanquejaven i ficaven café dins les olles. Tot il·luminat pel foc i un parell de petits llums, i el final del mudhif s'esvaeix en una foscor daurada. Gloriós. | » |

## Construcció
En la construcció d'un mudhif, les canyes s'agrupen i es teixeixen en columnes gruixudes; canyes més grans i gruixudes es dobleguen i lliguen per formar arcs parabòlics que formen la columna vertebral de l'edifici. Aquests arcs es reforcen per la tensió de les columnes, ja que inicialment s'insereixen al sòl en angles oposats. Una sèrie d'arcs defineixen la forma de l'edifici. Llargues de canyes més petites es col·loquen i travessen sobre els arcs i es lliguen. Les estores teixides de canyes formen l'embolcall de l'edifici. Algunes de les estores estan teixides amb perforacions com una malla per permetre la llum i la ventilació.

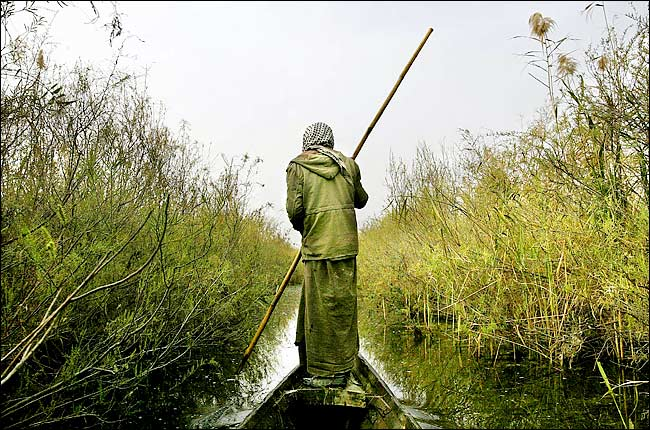
Àrab del pantans enmig de les canyes utilitzades per a la construcció
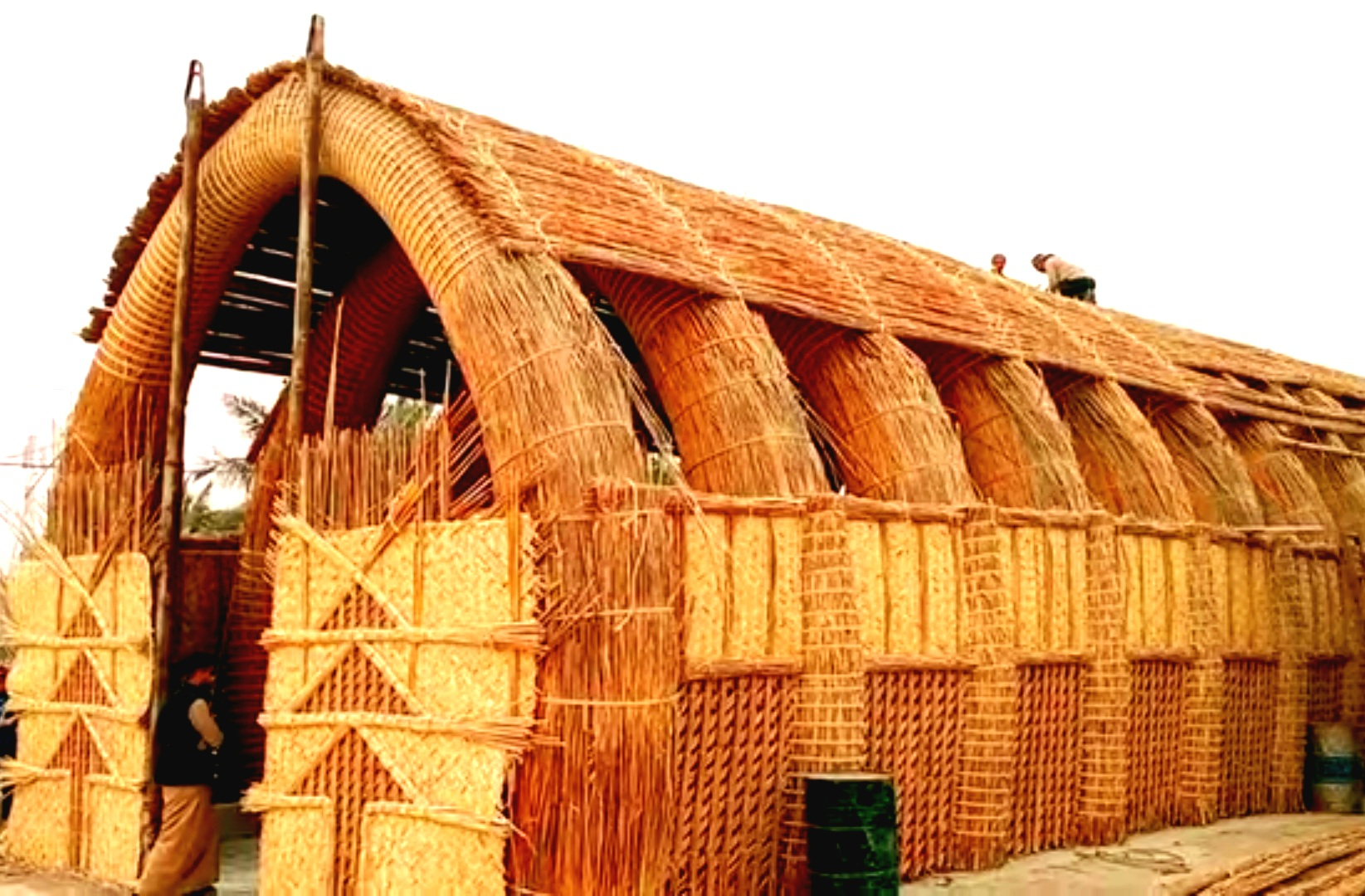
Construcció d'un mudhif
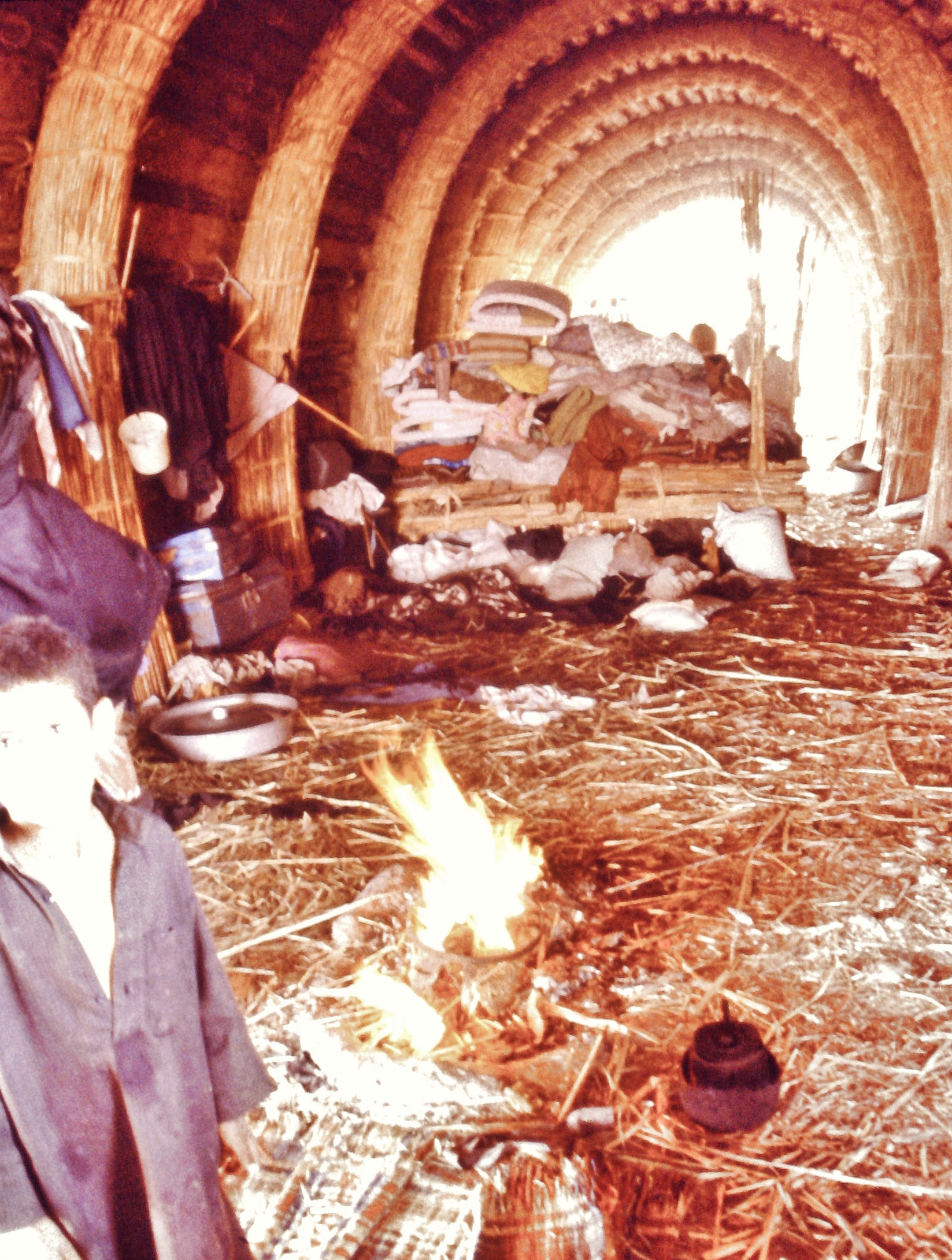
Interior d'un habitatge típic dels àrabs dels pantans

Les parets frontals i posteriors estan adossades a dues grans columnes de canyes agrupades verticals i també estan fetes amb estores teixides. Un mudhif s'ha de reconstruir cada deu anys.

### Les canyes com a material de construcció
El tipus de canya més comú utilitzat per a la construcció de mudhif dels pantans és ihdri. Aquesta canya té propietats que el converteixen en un material de construcció ideal: té una alta concentració de sílice que el fa resistent a l'aigua, poc atractiu per a insectes i altres plagues i un excel·lent material aïllant tèrmic i acústic.

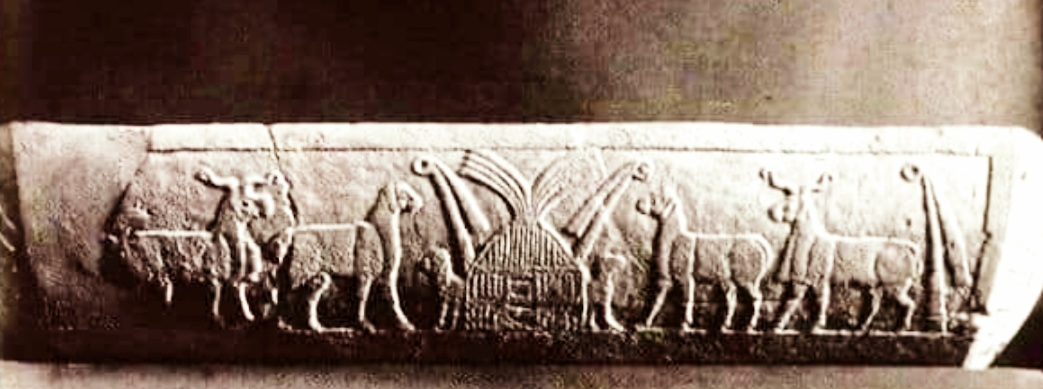
Façana d'un mudhif sumeri, amb fulles de canya sense tallar i entrant ovelles, tallada en un abeurador de guix d'Uruk, c. 3.200 aC

És un material econòmic i alhora flexible i durador com a material de construcció, que fomenta la creativitat.

## Ús
Un mudhif s'utilitza com a casa d'hostes o per a ocasions cerimonials, i no es pot utilitzar per a cap altre propòsit. Quan un convidat entra a un mudhif, el xeic del poble l'acollirà, l'acompanyarà al lloc que li correspon i li oferirà refrescs com ara cafè molt ensucrat en una cerimònia ritualitzada.

## Evolucions recents
A la dècada del 1980, uns mig milió d'àrabs dels pantans vivien als aiguamolls. Tanmateix, a partir de l'any 1993, Saddam Hussein va començar a drenar els aiguamolls en un intent de destruir la vida i la cultura dels àrabs del sud.
Després de la derrota de Hussein el 2003, les comunitats àrabs van començar a destruir els dics, a inundar els pantans i a reprendre la seva forma de vida tradicional.